# Yahoo! Search Marketing
Yahoo! Search Marketing est un service de marketing online proposé par Yahoo!, proposant une offre de services autour des liens sponsorisés et des liens contextuels.
Yahoo! a commencé à offrir ce service après l'acquisition en 2003 de Overture Services, Inc., ex-GoTo.com, qui était une filiale d'Idealab et la première entreprise à proposer un service de liens sponsorisés effectif,,.

## Origines de GoTo.com
En février 1998, GoTo.com proposa à des annonceurs un système d'enchères visant à déterminer combien ceux-ci seraient prêts à payer pour apparaître en haut de résultats de recherches spécifiques. Le montant de l'enchère était facturé à l'annonceur chaque fois qu'un internaute cliquait sur un lien l'amenant vers le site annonceur. 
Le business model de GoTo.com était fondé sur une idée simple : un site payant le prix fort pour certains mots-clés serait susceptible de proposer un contenu riche en rapport avec ces mots-clés. Ainsi, les fondateurs de GoTo.com étaient persuadés que des listings payants offriraient des résultats de recherche plus pertinents que ceux offerts par les autres services de recherche sur internet.
Notons qu'un service équivalent avait déjà vu le jour en 1996, proposé par Open Text, mais avait reçu à sa sortie un accueil défavorable, les internautes n'étant pas prêts à cette époque à accueillir un système de recherches intégrant une dimension plus commerciale.
À l'inverse, lorsque le système de liens sponsorisés proposé par Goto fut lancé en février 1998, celui-ci connut dès ses débuts un succès important. Les analystes estiment que le web était alors entré dans une phase de maturité, non atteinte en 1996. En effet, Internet n'était désormais plus un simple outil de recherche académique, mais déjà une place où l'on pouvait acheter et vendre des produits. Dès lors ce type de modèle économique était devenu acceptable aux yeux des internautes. Au moment du lancement, le fondateur de Goto, Bill Gross, s'appuya sur l'image d'une entreprise proposant un service novateur.
Le 8 octobre 2001, Goto.com,Inc. adopta le nom de Overtures Services, Inc. Le directeur des opérations de Goto, Jaynie Studenmund relate : "Nous sentions qu'il s'agissait là d'un nom suffisamment sophistiqué, au cas où notre produit serait amené à se développer".
À travers ses partenariats, Overture permit à des portails tels que MSN et Yahoo! de monétiser les centaines de millions de recherches réalisées chaque jour sur leurs sites. En effet, ces partenariats se révélèrent particulièrement lucratifs, notamment dans une période en proie à de nombreuses faillites parmi les start-ups : Overture devint ainsi un catalyseur majeur de revenus pour des portails tels que Yahoo.
Ce succès permit à Overture d'acquérir des sites tels que AltaVista et AlltheWeb.

## Le rachat d'Overture par Yahoo!
En 2003, Overture fut racheté par son principal client, Yahoo!, pour un montant avoisinant 1,7 milliard de dollars. Le nom Overture fut peu à peu abandonné pour adopter celui de Yahoo! Search Marketing.

## Services offerts par Yahoo! Search Marketing
À l'origine, GoTo.com puis Overture offraient simplement une liste de liens sponsorisés ordonnés en fonction des enchères payées par les annonceurs. La dernière application de Yahoo! Search Marketing, nommée Panama, fut lancée début 2007. Elle remplace l'ancienne application, avec un fonctionnement plus proche du modèle utilisé par Google Adwords pour classer les liens sponsorisés parallèlement aux liens naturels. La formule exacte de fonctionnement demeure gardée, mais il s'agit en résumé d'un système où la qualité de l'annonce autant que le montant de l'enchère sur le mot clé déterminent le classement du lien sponsorisé. Ainsi, la plateforme Panama attribue un indice de qualité à l'annonce, indice de qualité qui repose à la fois sur le taux de clic de l'annonce, (en anglais CTR, Click-through-rate), la pertinence de l'annonce, mais aussi la qualité et la pertinence par rapport au mot-clé de la page vers laquelle l'annonce renvoie l'internaute.
À travers ce service, Yahoo! Search Marketing permet ainsi à un site annonceur de se positionner en tête des résultats du moteur de recherche Yahoo!, et des portails et moteurs de recherche partenaires de Yahoo! Search Marketing (notamment Twenga, LeMonde.fr, Numericable, Altavista, Kelkoo).
Un service dit de "Content Match" est également proposé, permettant d'afficher les annonces des annonceurs en fonction du contenu éditorial de sites partenaires, tels que TF1, Mappy, Nouvelobs.com et L'Équipe.

## Fonctionnalités avancées de Yahoo! Search Marketing
Yahoo! Search marketing fournit par ailleurs de nombreuses fonctionnalités supplémentaires, notamment :
• le ciblage géographique, qui permet de faire apparaître une annonce auprès de l’ensemble des internautes d'un pays, ou de limiter la distribution à des régions spécifiques.
• le test automatique des annonces, qui permet à l'annonceur de réaliser plusieurs annonces différentes pour une même offre. La plateforme Panama sélectionne et diffuse l'annonce qui se révèle la plus populaire.
• la budgétisation et la planification des campagnes.